# تپه کیچیک کله
تپه کیچیک کله مربوط به هزاره اول قبل از میلاد است و در شهرستان نمین، بخش مرکزی، روستای نوشنق واقع شده و این اثر در تاریخ ۱۰ خرداد ۱۳۸۲ با شمارهٔ ثبت ۸۷۷۳ به‌عنوان یکی از آثار ملی ایران به ثبت رسیده است.